# 靖州路
靖州路，元朝的路。
至元十三年（1276年）升靖州置，治所在永平县（今湖南省靖州苗族侗族自治县），属湖广等处行中书省。辖境相当今湖南省会同、靖州、通道和贵州省天柱等县地。至正二十五年（1365年），朱元璋改为靖州军民安抚司，明朝洪武元年（1368年），降为州。 